# Bosone (vescovo di Torino)
Bosone di Torino (... – 1130?) è stato un cardinale e vescovo cattolico italiano.

## Biografia
Fu inserito nel collegio dei cardinali da papa Pasquale II alla fine del primo decennio del XII secolo (intorno al 1109). Il 2 gennaio e il 13 febbraio 1113, firmò dei documenti papali come cardinale diacono e dal 13 ottobre 1113 all'11 marzo 1120, come cardinale presbitero di Sant'Anastasia. Nel 1114-1115 per conto di Pasquale II prese parte alla spedizione vittoriosa della flotta pisana contro l'isola di Maiorca controllata dai Saraceni. Negli anni 1116-1118 fu legato pontificio nella Francia meridionale e in Spagna. Nel febbraio del 1117 presiedette il sinodo di Burgos.
Probabilmente dopo la morte di Pasquale II (21 gennaio 1118), ritornò in Italia, perché nel dicembre 1118 è attestato al fianco del nuovo papa Gelasio II. Il 2 febbraio 1119 prese parte all'elezione papale a Cluny, a seguito della quale fu eletto Callisto II. Fino alla primavera del 1120 accompagnò il nuovo pontefice nei suoi viaggi in Francia, poi fu di nuovo inviato come legato in Spagna. Nel 1121 visitò Santiago di Compostela e presiedette il sinodo di Sahagun.
Nel 1122 Bosone fu nominato vescovo di Torino; in conseguenza della nomina dovette partire da Roma e lasciare il Sacro collegio. La sua firma come vescovo appare per la prima volta il 13 dicembre 1122, quando assegnò dei privilegi al Cappellano di San Vito, Caro. Nel dicembre del 1125 prese parte al sinodo provinciale di Milano. Il suo nome appare accanto a quello dell'arcivescovo di Milano Olrico, del vescovo di Lodi Arderico e del vescovo di Tortona Pietro. Successivamente non viene più menzionato.

Uno dei necrologi ne riporta la morte al 30 aprile, ma senza indicare l'anno. Una notizia può aiutare gli storici: il suo successore Arberto il 30 maggio 1135 fu deposto da papa Innocenzo II ancor prima di ricevere il sacramento episcopale, mentre la diocesi di Torino era rimasta vacante per 5 anni. Bosone potrebbe essere quindi morto nel 1130.